# Fuga in Egitto (El Greco)
La Fuga in Egitto è un dipinto del pittore cretese El Greco realizzato circa nel 1570 e conservato nel Museo del Prado a Madrid in Spagna.

## Descrizione e stile
È un episodio che si basa sul Vangelo di San Matteo ( Mt 2:13-15) ed è una delle prime opere di El Greco. In essa possiamo apprezzare l'influenza di Jacopo Bassano e Tintoretto, soprattutto nella composizione del paesaggio.
Sebbene all'inizio l'attribuzione del dipinto fosse messa in dubbio, ci sono diverse caratteristiche di El Greco. Le nuvole e il cromatismo sono simili alla Guarigione del cieco.
La maggior parte delle sfumature ricordano Raffaello e Michelangelo.